# بوتين (كيمياء)
يوجد أربعة متماكبات للبوتين C4H8، وهذه المتماكبات الهيدروكربونية لها جميعا أربعة ذرات كربون ورابطة مزدوجة في جزيئاتها، ولكن لها بناء كيميائي مختلف، وهي:
- 1-بوتين
- 2-بوتين
- إيزوبوتيلين

| البوتيلينات                            | البوتيلينات                                        | البوتيلينات                                        | البوتيلينات                                        | البوتيلينات                                        |
| -------------------------------------- | -------------------------------------------------- | -------------------------------------------------- | -------------------------------------------------- | -------------------------------------------------- |
| الاسم                                  | 1-بوتين                                            | Z-بوت-2-ين                                         | E-بوت-2-ين                                         | 2-ميثيل-1-بروبين                                   |
| أسماء أخرى                             | n-بوتين 1-بوتيلين α-بوتيلين But-1-en               | مقرون-2-بوتين Z-2-بوتين مقرون-بوت-2-ين             | مفروق-2-بوتين E-2-بوتين مفروق-بوت-2-ين             | إيزوبوتين i-بوتيلين                                |
| البنية                                 |                                                    |                                                    |                                                    |                                                    |
| رقم التسجيل CAS                        | 106-98-9                                           | 590-18-1                                           | 624-64-6                                           | 115-11-7                                           |
| صيغة كيميائية                          | C4H8                                               | C4H8                                               | C4H8                                               | C4H8                                               |
| كتلة مولية                             | 56,11 غ·مول−1                                      | 56,11 غ·مول−1                                      | 56,11 غ·مول−1                                      | 56,11 غ·مول−1                                      |
| الهيئة                                 | غازات عديمة اللون                                  | غازات عديمة اللون                                  | غازات عديمة اللون                                  | غازات عديمة اللون                                  |
| نقطة الانصهار                          | −185,3 °C                                          | −138,9 °C                                          | −105,5 °C                                          | −140,4 °C                                          |
| نقطة الغليان                           | −6,26 °C                                           | 3,72 °C                                            | 0,88 °C                                            | −6,9 °C                                            |
| حرارة التبخر عند نقطة الغليان          | 22,07 kJ·mol−1                                     | 23,34 kJ·mol−1                                     | 22,72 kJ·mol−1                                     | 24,03 kJ·mol−1                                     |
| ضغط البخار                             | 2,545 bar (20 °C)                                  | 1,813 bar (20 °C)                                  | 1,991 bar (20 °C)                                  | 2,59 bar (20 °C)                                   |
| حد الانفجار الأدنى (20 °C / 1,013 bar) | 1,2 Vol% / 28 g·m3                                 | 1,6 Vol% / 37 g·m3                                 | 1,6 Vol% / 37 g·m3                                 | 1,6 Vol% / 37 g·m3                                 |
| حد الانفجار الأعلى (20 °C / 1,013 bar) | 10,6 Vol% / 252 g·m3                               | 10,0 Vol% / 235 g·m3                               | 10,0 Vol% / 235 g·m3                               | 10,0 Vol% / 235 g·m3                               |
| درجة حرارة الاشتعال الذاتي             | 360 °C / T2                                        | n.b                                                | n.b                                                | 465 °C / T1                                        |
| الانحلالية                             | عملياً غير منحل في الماء، ينحل في الإيثانول والإيثر | عملياً غير منحل في الماء، ينحل في الإيثانول والإيثر | عملياً غير منحل في الماء، ينحل في الإيثانول والإيثر | عملياً غير منحل في الماء، ينحل في الإيثانول والإيثر |
|                                        |                                                    |                                                    |                                                    |                                                    |
| ترميز المخاطر (تشمل جميع البوتيلينات)  | F+                                                 | F+                                                 | عبارات المخاطر والوقاية:                           | R: R12 S:S2-S9-S16-S33                             |

جميع هذه المتزامرات غازات في درجة حرارة الغرفة، وضغطها، ولكن يمكن إسالتها بتقليل درجة الحرارة أو رفع الضغط، بطريقة تماثل ما يحدث عند ضغط البيوتان. وهذه الغازات عديمة اللون، ولكن لها رائحة مميزة، سريعة قابل للاشتعال. ورغم أنهم لا يتواجدوا في البترول بنسب كبيرة، ولكن يمكن إنتاجهم من البتروكيماويات أو بتكسير البترول. وبالرغم من أنهم مركبات ثابتة، فإن وجود الربطة المزدوجة كربون-كربون فإن هذا يجعلهم أكتر نشاطية من الألكانات المقابلة.
ونظرا لوجود الرابطة المزدوجة، فإن هذه الألكينات يمكن أن تعمل كمونومرات أثناء تكون البوليمرات، كما أن لها استخدامات أخرى في كمركبات وسيطة في صناعة البتروكيماويات. ويتم استخدامهم في المطاط الصناعي. وبالتحديد في صناعة المطاط البيوتيلي الذي يصنع عن طريق البلمرة الكاتيونية للأيزوبيوتيلين بتقريبا 2-7% من الأيزوبرين. الأيزوبيوتيلين يستخدم أيضا في إنتاج ميثيل «تيرت»-بيوتيل إيثير (ميثيل ثالثي بوتيل الإيثر) والأيزو أوكتان، وكلاهما يستخدم لتحسين احتراق البنزين.

## وصلات خارجية
MSDS for isobutylene